# Maéva Clémaron
Maéva Clemaron (Vienne, 10 novembre 1992) è una calciatrice francese, centrocampista del Servette Chênois.

## Carriera

### Club

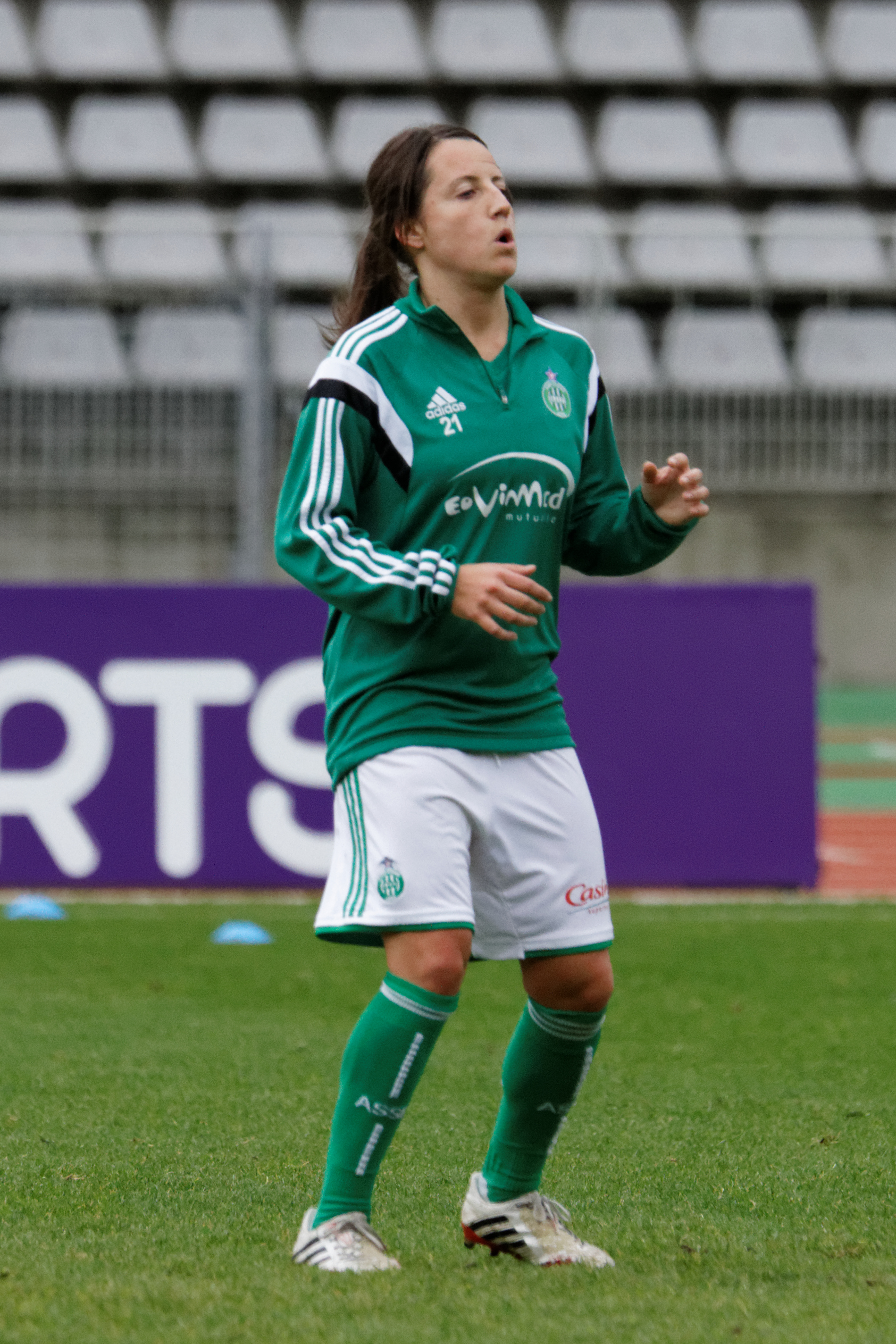
Clemaron nel 2014 con il

Nata a Vienne, in Francia, inizia a giocare a calcio con Olympique Lione. Successivamente si trasferisce al Saint-Étienne giocando 8 stagioni dal 2008 al 2017 e conquistando una coppa nazionale nel 2011, dove è suo il rigore decisivo che assegna alla sua squadra il titolo nella finale con il Montpellier.
Nel 2017 si è trasferita al Fleury con cui ha esordito in campionato nella sconfitta per 5-1 contro il Paris FC.
L'11 luglio 2019 si è trasferita all'Everton con cui ha firmato un contratto di due anni, terminato il quale ha lasciato la società inglese.
Nel luglio 2021 si è trasferita al Tottenham.

### Nazionale
Riceve la prima convocazione con la nazionale francese nel 2018, esordendo in una vittoria per 3-0 contro la Germania. Il primo gol invece arriva il 4 marzo 2018 contro l'Uruguay (6-0).
Il 2 maggio 2019 viene inserita da Corinne Diacre nella lista delle convocate per il Campionato mondiale femminile di calcio 2019..

## Statistiche

### Presenze e reti nei club
Statistiche aggiornate al 9 febbraio 2025.
| Stagione                | Squadra                 | Campionato              | Campionato | Campionato | Coppe nazionali | Coppe nazionali | Coppe nazionali | Coppe continentali | Coppe continentali | Coppe continentali | Altre coppe | Altre coppe | Altre coppe | Totale | Totale |
| Stagione                | Squadra                 | Comp                    | Pres       | Reti       | Comp            | Pres            | Reti            | Comp               | Pres               | Reti               | Comp        | Pres        | Reti        | Pres   | Reti   |
| ----------------------- | ----------------------- | ----------------------- | ---------- | ---------- | --------------- | --------------- | --------------- | ------------------ | ------------------ | ------------------ | ----------- | ----------- | ----------- | ------ | ------ |
| 2007-2008               | Olympique Lione B       | D3                      | 8          | 4          | CF              | -               | -               | -                  | -                  | -                  | -           | -           | -           | 8      | 4      |
| 2008-2009               | Saint-Étienne           | D1                      | 10         | 2          | CF              | 1               | 1               | -                  | -                  | -                  | -           | -           | -           | 11     | 3      |
| 2009-2010               | Saint-Étienne           | D1                      | 13         | 0          | CF              | 2               | 0               | -                  | -                  | -                  | -           | -           | -           | 15     | 0      |
| 2010-2011               | Saint-Étienne           | D1                      | 14         | 0          | CF              | 4               | 1               | -                  | -                  | -                  | -           | -           | -           | 18     | 1      |
| 2011-2012               | Saint-Étienne           | D1                      | 13         | 0          | CF              | 2               | 0               | -                  | -                  | -                  | -           | -           | -           | 15     | 0      |
| 2012-2013               | Saint-Étienne           | D1                      | 20         | 2          | CF              | 5               | 2               | -                  | -                  | -                  | -           | -           | -           | 25     | 4      |
| 2013-2014               | Saint-Étienne           | D1                      | 16         | 0          | CF              | -               | -               | -                  | -                  | -                  | -           | -           | -           | 16     | 0      |
| 2014-2015               | Saint-Étienne           | D1                      | 13         | 1          | CF              | 3               | 1               | -                  | -                  | -                  | -           | -           | -           | 16     | 2      |
| 2015-2016               | Saint-Étienne           | D1                      | 21         | 2          | CF              | 2               | 0               | -                  | -                  | -                  | -           | -           | -           | 23     | 2      |
| 2016-2017               | Saint-Étienne           | D1                      | 18         | 0          | CF              | 2               | 0               | -                  | -                  | -                  | -           | -           | -           | 20     | 0      |
| Totale Saint-Étienne    | Totale Saint-Étienne    | Totale Saint-Étienne    | 138        | 7          | -               | 21              | 5               | -                  | -                  | -                  | -           | -           | -           | 159    | 12     |
| 2017-2018               | Fleury                  | D1                      | 18         | 0          | CF              | 1               | 0               | -                  | -                  | -                  | -           | -           | -           | 19     | 0      |
| 2018-2019               | Fleury                  | D1                      | 20         | 1          | CF              | 1               | 0               | -                  | -                  | -                  | -           | -           | -           | 21     | 1      |
| Totale Fleury           | Totale Fleury           | Totale Fleury           | 38         | 1          | -               | 2               | 0               | -                  | -                  | -                  | -           | -           | -           | 40     | 1      |
| 2019-2020               | Everton                 | WSL                     | 13         | 0          | FAW             | 2               | 0               | -                  | -                  | -                  | WLC         | 3           | 0           | 18     | 0      |
| 2020-2021               | Everton                 | WSL                     | 9          | 0          | FAW             | 0               | 0               | -                  | -                  | -                  | WLC         | 2           | 0           | 11     | 0      |
| Totale Everton          | Totale Everton          | Totale Everton          | 22         | 0          | -               | 2               | 0               | -                  | -                  | -                  | -           | 5           | 0           | 29     | 0      |
| 2021-2022               | Tottenham               | WSL                     | 21         | 0          | FAW             | 1               | 0               | -                  | -                  | -                  | WLC         | 4           | 0           | 26     | 0      |
| 2022-2023               | Servette Chênois        | WSL                     | 16+5       | 6+2        | CS              | 2               | 0               | UWCL               | 2                  | 0                  | -           | -           | -           | 25     | 8      |
| 2023-2024               | Servette Chênois        | WSL                     | 17+5       | 2+1        | CS              | 3               | 0               | UWCL               | -                  | -                  | -           | -           | -           | 25     | 3      |
| 2024-2025               | Servette Chênois        | WSL                     | 12         | 1          | CS              | -               | -               | UWCL               | 2                  | 0                  | -           | -           | -           | 14     | 1      |
| Totale Servette Chênois | Totale Servette Chênois | Totale Servette Chênois | 55         | 12         | -               | 5               | 0               | -                  | 4                  | 0                  | -           | -           | -           | 12     | -8     |
| Totale carriera         | Totale carriera         | Totale carriera         | 282        | 24         | -               | 31              | 5               | -                  | 4                  | 0                  | -           | 9           | 0           | 326    | 29     |

## Palmarès
- Campionato francese: 1

Olympique Lione: 2007-2008
- Coppa di Francia: 2

Olympique Lione: 2007-2008
Saint-Étienne: 2010-2011
- Campionato svizzero: 1

Servette Chênois: 2023-2024
- Coppa Svizzera: 2

Servette Chênois: 2022-2023, 2023-2024